# 玛丽·维利尔斯

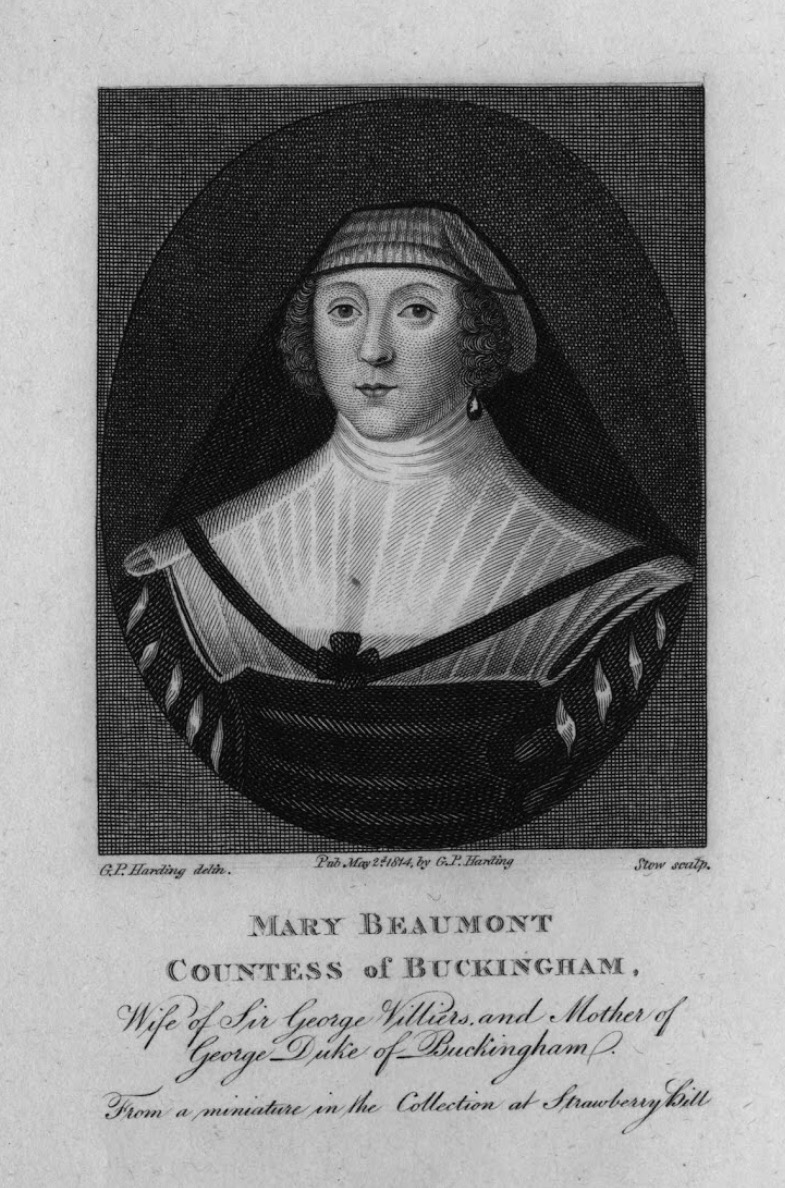
玛丽·维利尔斯

玛丽·维利尔斯（约1570年—1632年4月19日) 是第一代白金汉公爵乔治·维利尔斯的母亲。
玛丽将第一代白金汉公爵乔治·维利尔斯送往法国宫廷鍛煉，第一代白金汉公爵乔治·维利尔斯在那裡學習击剑和舞蹈，并學會說一些法语。她後來又将他送往英国宫廷。第一代白金汉公爵乔治·维利尔斯很快成为国王詹姆士六世及一世的宠臣。
玛丽·维利尔斯去世後被葬在西敏寺。

## 流行文化
2024年，茱莉安·摩爾在《玛丽和乔治》中饰演玛丽·维利尔斯。 